# 库索

庫索（葡萄牙語：Couço）是一個位於葡萄牙科魯希的堂區，總面積共346.58平方公里。2011年的人口資料顯示，該地區總人口數為2,765人。